# Marie-José de Groot
Josephina Maria Allegonda (Marie-José) de Groot (Someren, 22 januari 1966) is een Nederlands roeister. Ze vertegenwoordigde Nederland verschillende grote internationale wedstrijd, zoals de Olympische Spelen en de wereldkampioenschappen.
In 1991 nam ze deel aan het wereldkampioenschap op de dubbel-vier. Hier behaalde ze een vierde plaats. Een jaar later nam ze op 26-jarige leeftijd deel aan de Spelen van Barcelona. Ze kwam hier bij het roeien met Rita de Jong uit op het onderdeel dubbel twee. De roeiwedstrijden werden gehouden in het "Estany de Banyoles", op circa 130 km van het olympisch dorp. De Nederlandse boot kwalificeerde zich via 7.23,59 (series) en 7.14,90 (halve finale) voor de finale. Daar finishten de ze als vierde in 7.10,62 en behaalde hiermee een tiende plaats overall.
Ze was lid van de Utrechtse studentenroeivereniging Orca en werkte als fysiotherapeut.

## Palmares

### roeien (dubbel twee)
- 1992: 10e OS - 7.10,62
- 1994: 4e WK - 6.47,44

### roeien (dubbel vier)
- 1991: 4e WK - 7.06,67
- 1993: 6e WK - 6.42,22

Marie-José de Groot · 
Rita de Jong